# 徕卡Digilux 3
徕卡 Digilux 3是一台数码单反相机，由徕卡公司在2006年9月发布。
徕卡 Digilux 3与之前编号为1与2以及4.3的几台Digilux不同，选择了使用可换镜头的4/3系统进行构建。该机器具备七百五十万像素，传感器为LiveMOS。其体积为145.8 x 86.9 x 80 mm，单机重量 530g
随着这台机器发布，徕卡公司也推出了其所谓D系统(D System)的计划。随后也与松下一起发布了数枚双厂牌标识的4/3系统规格镜头：
- Leica D Vario-Elmarit 14-50mm F2.8-3.5 ASPH. MEGA O.I.S.
- Leica D Vario-Elmar 14-50mm F3.8-5.6 ASPH. MEGA O.I.S.
- Leica D Vario-Elmar 14-150mm F3.5-5.6 ASPH. MEGA O.I.S.
- Leica D Summilux 25mm F1.4 ASPH.[4]

在4/3系统大环境渐弱的条件下，D系统也从徕卡官网去除。但目前在微4/3系统中相关的徕卡镜头产品以DG进行标识。
Digilux3被认为与松下的Lumix DMC-L1为姐妹机型，可能与奥林巴斯 E-330有设计借鉴关系；部分部件，例如奥林巴斯取景器附件EP7即可以在Digilux3上使用。相比同时代其他数码单反相机，Digilux3（以及其姐妹机型DMC-L1）没有采用独立的五棱镜取景机构，而使用了类似奥林巴斯PEN F上使用的侧翻反光镜，而使得机顶军舰部显得较为平坦（甚至看起来类似于徕卡擅长的旁轴相机）；同时，其具备较为少见的实时取景功能。
这台机器仅制造了13300台，使得其相对变得较为少见。